# Основне питання філософії
Основне́ пита́ння філосо́фії — термін марксизму; питання про первинність ідеї або матерії.
Ставлячи це питання, діалектичний матеріалізм вирішує його однозначно на користь первинності матерії. Відповідно, марксизм поділяє всю попередню філософську думку на дві основні течії: матеріалізм та ідеалізм. У стародавні часи розглядали і зворотну сторону основного питання філософії: «Чи можна пізнати світ?» Відповідно, хто ствердно відповідав на цей запит — називались гностиками, хто спростовував можливість пізнання дійсності — називались агностиками.

## Сутність
На відміну від філософського знання, наукове спрямоване на відповідь. У науці питання розглядається як засіб і втрачає актуальність, коли знаходить відповідь.
Основне питання філософії має різне вирішення: матеріалістичне, ідеалістичне, моністичне, дуалістичне, плюралістичне. Потрібно зазначити, що в рамках основного питання філософії по-різному вирішується і питання, що саме розуміти під матеріалістичним, а що під ідеалістичним. Саме цим пояснюється те, що існують різні форми матеріалізму (наприклад, вульгарний, споглядальний, метафізичний тощо) та ідеалізму (об'єктивний, суб'єктивний).
По-різному філософи відповідають і на питання про можливість пізнання світу. Послідовний матеріалізм доводить, що світ в принципі можна пізнати. Найвищим критерієм і гарантом цього є практика. Об'єктивні ідеалісти зосереджують увагу на пізнанні людської свідомості через пізнання відчуттів, понять тощо. Течія, представники якої в принципі заперечують можливість пізнання сутності речей і закономірностей розвитку дійсності, дістала назву агностицизму.
Основне питання філософії дає можливість правильно орієнтуватись в історико-філософському процесі, визначати сутність будь-якої філософської системи. Основне питання філософії підкреслює, що всі явища світу умовно поділяються на дві основні сфери — матеріальну і духовну. Вони утворюють єдність — дихотомію, якою характеризується все, що існує у світі. Ці сфери нерозривні, але, кожна має свою специфіку і займає своє місце, відіграє свою роль. Матеріальній сфері належить вирішальна роль лише в кінцевому розумінні, в гносеологічному плані. Значення основного питання філософії і в тому, що, поширюючи його на розуміння суспільного життя, воно дає основу для матеріалістичного розуміння історії.
Якщо матеріалізм та ідеалізм виражають два протилежні підходи до розуміння природи світу і людської сутності, то не менш важливим питанням філософського світогляду є питання про те, в якому стані знаходиться світ, чи розвивається він і людська сутність, чи вони незмінні. Це питання про рух і розвиток. В залежності від вирішення цього питання теж виникають дві протилежні концепції — діалектика як вчення про розвиток, і метафізика, яка заперечує або спотворює розвиток. Був час, коли деякі філософи (наприклад, Парменід) вважали буття абсолютно нерухомим. Проте пізніше, з розвитком науки і практики, коли рух і розвиток стало неможливо заперечувати, поширення набули метафізичні підходи, які спрощено, однобічно їх тлумачили. Тому звичайно говорять про дві концепції розвитку — діалектичну та метафізичну.
Поділ філософських систем в залежності від розв'язання питання про розвиток не збігається з поділом на матеріалізм і ідеалізм. Відомо, що серед матеріалістів було багато метафізиків (Людвіг Андреас Фейєрбах та інші), а серед ідеалістів — діалектиків (зокрема Гегель). Однак ці питання тісно пов'язані, можна навіть у повному розумінні сказати, що питання про розвиток, рух органічно входить до основного питання філософії.
Коли поставлене питання про пізнання світу, його сутність, то при цьому не менш важливим є питання про вибір правильного методу пізнання як способу вивчення, явищ світу, як набір засобів, прийомів, що роблять пізнання успішним. Кожна наука має свої методи. Філософія озброює всі науки знанням найзагальнішого методу пізнання: метафізичного та діалектичного. Вище було визначено про діалектику як теорію розвитку, а тут йдеться про діалектику як про метод пізнання. Суперечності тут немає. Теорія стає методом тоді, коли вона спрямовується на пояснення практики, на здобуття нового знання, необхідного для теоретичного освоєння світу.